# Mistrovství světa v biatlonu 2015 – závod s hromadným startem mužů
Závod s hromadným startem mužů na Mistrovství světa v biatlonu 2015 se konal v neděli 15. března jako v pořadí pátý mužský závod biatlonu v lyžařském středisku v Kontiolahti Stadium. Zahájení závodu s hromadným startem proběhlo v 16:15 hodin středoevropského času. Závodu se zúčastnilo celkem 30 biatlonistů.
Obhájcem titulu byl Tarjei Bø z Norska, který ze závodu bral bronz. Úřadujícím olympijským vítězem v této disciplíně ze sočských her byl Nor Emil Hegle Svendsen, který v závodě skončil na 15. pozici.
Mistrem světa se stal Slovinec Jakov Fak, pro kterého to byla první medaile z tohoto šampionátu. Stříbro získal český závodník Ondřej Moravec, který získal na světovém šampionátu už třetí medaili a zkompletoval tak po zlatu ze smíšené štafety a bronzu z vytrvalostního závodu svoji medailovou sbírku. Svoji pátou a celkově čtvrtou bronzovou medaili z toho mistrovství ukořistil Tarjei Bø z Norska.

## Výsledky
| Pořadí | Č. | Sportovec            | Stát      | Čas     | Střelba (L+L+S+S) | Ztráta  |
| --- | -- | -------------------- | --------- | ------- | ----------------- | ------- |
| Zlatá medaile | 9  | Jakov Fak            | Slovinsko | 36:24,9 | 1 (0+0+1+0)       | —       |
| Stříbrná medaile | 8  | Ondřej Moravec       | Česko     | 36:25,9 | 1 (1+0+0+0)       | +1,0    |
| Bronzová medaile | 7  | Tarjei Bø            | Norsko    | 36:28,6 | 1 (0+0+1+0)       | +3,7    |
| 4. | 15 | Ole Einar Bjørndalen | Norsko    | 36:35,1 | 0 (0+0+0+0)       | +10,2   |
| 5. | 12 | Michal Šlesingr      | Česko     | 36:43,3 | 3 (1+0+2+0)       | +18,4   |
| 6. | 1  | Johannes Thingnes Bø | Norsko    | 36:43,6 | 2 (0+0+2+0)       | +18,7   |
| 7. | 5  | Anton Šipulin (r)    | Rusko     | 36:47,7 | 3 (0+1+2+0)       | +22,8   |
| 8. | 10 | Simon Schempp        | Německo   | 36:50,5 | 2 (0+1+1+0)       | +25,6   |
| 9. | 14 | Simon Fourcade       | Francie   | 36:52,8 | 1 (0+0+0+1)       | +27,9   |
| 10. | 3  | Martin Fourcade (y)  | Francie   | 36:55,8 | 4 (0+1+2+1)       | +30,9   |
| 11. | 11 | Jevgenij Garaničev   | Rusko     | 36:56,6 | 2 (0+0+1+1)       | +31,7   |
| 12. | 16 | Fredrik Lindström    | Švédsko   | 36:59,6 | 1 (0+0+1+0)       | 34,7    |
| 13. | 28 | Lowell Bailey        | USA       | 36:59,9 | 1 (1+0+0+0)       | +35,0   |
| 14. | 26 | Tim Burke            | USA       | 37:10,5 | 3 (1+0+1+1)       | +45,6   |
| 15. | 6  | Emil Hegle Svendsen  | Norsko    | 37:10,5 | 2 (0+0+1+1)       | +45,6   |
| 16. | 29 | Benedikt Doll        | Německo   | 37:10,6 | 2 (0+0+1+1)       | +45,7   |
| 17. | 2  | Erik Lesser          | Německo   | 37:15,5 | 2 (0+0+2+0)       | +50,6   |
| 18. | 22 | Christian De Lorenzi | Itálie    | 37:16,5 | 2 (0+0+1+1)       | +51,6   |
| 19. | 13 | Simon Eder           | Rakousko  | 37:27,8 | 3 (1+0+0+2)       | +1:02,9 |
| 20. | 20 | Jurij Ljadov         | Bělorusko | 37:29,7 | 1 (0+0+0+1)       | +1:04,8 |
| 21. | 23 | Brendan Green        | Kanada    | 37:33,2 | 1 (0+0+0+1)       | +1:08,3 |
| 22. | 25 | Arnd Peiffer         | Německo   | 37:39,9 | 4 (0+2+2+0)       | +1:15,0 |
| 23. | 4  | Nathan Smith         | Kanada    | 37:44,3 | 3 (2+0+1+0)       | +1:19,4 |
| 24. | 30 | Dominik Landertinger | Rakousko  | 37:53,4 | 3 (0+1+1+1)       | +1:28,5 |
| 25. | 18 | Vladimir Iljev       | Bulharsko | 37:59,0 | 3 (1+0+1+1)       | +1:34,1 |
| 26. | 21 | Michael Rösch        | Belgie    | 38:09,6 | 3 (0+1+1+1)       | +1:44,7 |
| 27. | 19 | Serhij Semenov       | Ukrajina  | 38:10,8 | 5 (2+0+2+1)       | +1:45,9 |
| 28. | 24 | Jaroslav Soukup      | Česko     | 38:21,9 | 3 (1+0+2+0)       | +1:57,0 |
| 29. | 17 | Benjamin Weger       | Švýcarsko | 38:40,0 | 3 (0+1+1+1)       | +2:15,1 |
| 30. | 27 | Roland Lessing       | Estonsko  | 39:26,9 | 3 (1+0+0+2)       | +3:02,0 |
| Č. – startovní číslo závodníka, r – vedoucí závodník disciplíny ve světovém poháru, y – vedoucí závodník hodnocení světového poháru |    |                      |           |         |                   |         |